# Listă de legi romane
Aceasta este o listă de legi romane.
- Lex Acilia Calpurnia (67 î.Hr.) –
- Lex Acilia de intercalando (191 î.Hr.) –  modificări ale calendarului
- Lex Acilia repetundarum (123 î.Hr.) –
- Lex Aebutia de formulis (c. 150 î.Hr.)
- Lex Aebutia de magistratibus extraordinariis (154 î.Hr.?) –
- Lex Aelia et Fufia (c. 150 î.Hr.?) –
- Lex Aelia Sentia (AD 4) –
- Lex Aemilia –
- Lex Aemilia De Censoribus (c. 433 î.Hr.) –
- Lex Ampia (64 î.Hr.) –
- Lex Antonia de Termessibus (72 î.Hr. ) –  alianța cu Termessus
- Leges Antoniae –  măsuri ale lui Marc Antoniu împotriva dictaturii etc.
- Lex Apuleia  –
- Lex Apuleia Agraria (103 î.Hr. and 100 î.Hr.) –
- Lex Aquilia (possibly 286 î.Hr., at least before 3rd century î.Hr.) –
- Lex Aternia-Tarpeia (454 î.Hr.) –
- Lex Atilia Marcia (312 î.Hr.) –
- Lex Atinia (149 î.Hr.) –  promovarea automată a tribunului plebei în senat
- Lex Atinia de usucapione (197 î.Hr. or 149 î.Hr.) –
- Lex Aufeia –  așezări în Asia cca. 124 î.Hr.
- Lex Aufidia de ambitu (61 î.Hr.) –
- Lex Aurelia de tribunicia potestate (75 î.Hr.)
- Lex Aurelia iudiciaria (70 î.Hr.) –
- Lex Baebia (192 î.Hr.) –
- Lex Caecilia De Censoria (54 î.Hr.) –
- Lex Caecilia De Vectigalibus (62 î.Hr.) –
- Lex Caecilia Didia (98 î.Hr.) –
- Lex Calpurnia (149 î.Hr.) –
- Lex Canuleia (445 î.Hr.) –   permitea căsătoria dintre patricieni și plebei, cu dreptul copiilor de a moșteni clasa socială a tatălui
- Lex Cassia (137 î.Hr.) –  introduce votul secret în decizia juriului
- Lex Cassia (104 î.Hr.) –
- Lex Cassia (44 î.Hr.?) –
- Lex Cassia Terentia Frumentaria (73 î.Hr.) –
- Lex Cincia (204 î.Hr.) –
- Lex citationis (AD 426) –
- Lex Claudia (218 î.Hr.) –
- Leges Clodiae (58 î.Hr.) –
- Lex Cornelia Annalis (81 î.Hr.) –
- Lex Cornelia de maiestate –
- Lex Cornelia de sicariis et veneficiis (80 î.Hr.) –
- Lex curiata
- Lex curiata de imperio –
- Lex Domitia de sacerdotis (104 î.Hr.) –  permite alegerea pontifex maximus
- Lex duodecim tabularum (449 î.Hr.)
- Lex Fufia (c. 150 î.Hr.) –
- Lex Fufia Caninia (2 î.Hr.) –
- Lex Gabinia (67 î.Hr.) –  Pompei primește puteri speciale în Mediterana pentru a lupta contra pirateriei
- Lex Gabinia tabellaria (139 î.Hr.) –
- Lex Gellia Cornelia (72 î.Hr. ) –
- Leges Genuciae (342 î.Hr.) –
- Lex Hadriana (?) –
- Lex Hieronica (240 î.Hr.) –  taxe în Sicilia
- Lex Hortensia (287 î.Hr.) –
- Lex Icilia (454 î.Hr.) –  acordarea unor locuri de pământ către plebe
- Lex Iulia (90 î.Hr.) –
- Lex Iulia de Adulteriis Coercendis (18 î.Hr.) –
- Lex Iulia de Maritandis Ordinibus (18 î.Hr.) –
- Lex Iulia de Repetundis (59 î.Hr.) –
- Lex Iulia Municipalis (45 î.Hr.) –
- Leges Juliae (18 î.Hr.) –
- Lex Junia Licinia
- Lex Junia Norbana (AD 19) –
- Lex Licinia Mucia (95 î.Hr.) –
- Lex Licinia Pompeia (55 î.Hr.) –
- Lex Licinia Sextia (367 î.Hr.) –  sau Leges Liciniae Sextiae
- Lex Maenia (după 293 î.Hr.) –
- Lex Maenia Sestia (452 î.Hr.) –
- Lex Manciana (în timpul dinastiei Flaviene) –
- Lex Manilia (66 î.Hr.) –
- Lex Minucia (216 î.Hr.) –
- Lex Ogulnia (300 î.Hr.) –
- Lex Oppia (215 î.Hr.) –
- Lex Ovinia (318 î.Hr.) –
- Les Papia de Peregrinis (65 î.Hr. ) –
- Lex Papia Poppaea (AD 9) –
- Lex Papiria de dedicationibus (c. 304 î.Hr.) –
- Lex Papiria Julia (430 î.Hr.) –
- Lex de Permutatione Provinciae (44 î.Hr.) –
- Lex Petronia (?) –
- Lex Plautia de Reditu Lepidanorum (70 î.Hr.) –
- Lex Plautia Judiciaria (?) –
- Lex Plautia Papiria (89 î.Hr.) –  acordă cetățenia aliaților Romei
- Lex Poetelia Papiria (326 î.Hr.) –
- Lex Porcia (I) (199 î.Hr.) –
- Lex Porcia (II) (195 î.Hr.) –
- Lex Porcia (III) (184 î.Hr.) –
- Lex Pompeia (89 î.Hr.) –  acordă drepturi civile Galiei
- Leges provinciae (146 î.Hr.) –
- Lex Publilia (339 î.Hr.) –  restricționează patrum auctoritas
- Lex Pupia (72/61 î.Hr.) –
- Lex Regia
- Lex Romana Burgundionum –  după căderea Imperiului Roman de Apus
- Lex Romana Visigothorum (AD 506) –
- Lex Roscia (49 î.Hr.) –  Caesar
- Lex Roscia theatralis (67 î.Hr.) –
- Lex Rubria (122 î.Hr.) –  autorizează crearea unei colonii peste ruinele Cartaginei
- Lex Sacrata (494 î.Hr.) –
- Lex Scantinia (c. 149 î.Hr.) –
- Leges Semproniae Agrariae (133 î.Hr.) –
- Lex Servilia Caepio (106 î.Hr.) –
- Lex Servilia Glaucia (100 î.Hr.?) –
- Lex Terentia Cassia (73 î.Hr.) –
- Lex Titia (43 î.Hr.) –  legalizarea celui de-al doilea triumvirat
- Lex Trebonia (55 î.Hr.) –  organizarea provinciilor romane
- Lex Tullia (63 î.Hr.) –
- Lex Ursonensis
- Lex Valeria (posibil în 509 î.Hr. și 449 î.Hr. sau 300 î.Hr.) –
- Lex Valeria (82 î.Hr.) –
- Lex Valeria Cornelia (AD 5) –
- Leges Valeria Horatiae (449 î.Hr.) –
- Leges Valeria Publicola (449 î.Hr.) –
- Lex Vatinia (59 î.Hr.) –  acordă lui Iulius Cezar timp de cinci ani guvernarea în  Cisalpine Gaul și Illyricum
- Lex Villia annalis (180 î.Hr.) –
- Lex Voconia (169 î.Hr.) –